# Dardanci
Dardanci ili Dardani (gr. Δαρδάνιοι) su bili pripadnici ilirsko-tračkog plemena koje je u antičko vrijeme naseljavalo područje Balkana (dijelove teritorija današnjih država Srbije, Makedonije i Kosova). Njihova zemlja zvala se Dardanija.
Podrobnu onomastičku studiju je načinio Radoslav Katičić koji smatra da se dardanski jezik rasprostirao cijelom središnjom Ilirijom (sjeverno od južne Crne Gore, zapadno od Morave s izuzetkom Liburnije na sjeverozapadu, i vjerojatno sjeverno u Panoniju).
U 1. stoljeću pr. Kr. zabilježeni su njihovi upadi sa Skordiscima na teritorije tadašnje Makedonije. Početkom 1. stoljeća Rimljani su ih konačno apsorbirali te je Dardanija postala dio rimske provincije Moesia Superior (dio teritorije današnje Srbije južno od rijeke Dunav, Kosovo i sjeverna Bugarska). Prema povjesničaru Strabonu, Dardanci su bili podijeljeni u dvije pod-grupe; Galabri i Thunaki. Strabon inače nije pohvalno opisao Dardance kada je rekao da su divlji i prljavi, iako je dodao da vole glazbu. Kasnije, krajem 3. stoljeća, car Dioklecijan je Meziju podijelio, iz nje izdvojio Dardaniju i uspostavio joj sjedište u Naissusu (Niš).

## Etimologija
U grčkoj mitologiji, Dardanus (Δάρδανος), je bio jedan od sinova Ilirijusa, rodonačelnika svih Ilira. Dardanus je dakle, rodonačelnik Dardanoia (Δάρδανοι) (ostali sinovi su bili Enchelus, Autarieus, Maedus, Taulas i Perrhaebus, također rodonačelnici plemena i to redom: Enhilejaca, Autarijata, Meda, Taulanata i Perhaeba).
Od 1854. godine i istraživanja Johann Georg von Hahna, jezikoslovci su zaključili da riječi Dardanoi i Dardania možda imaju veze s proto-albanskom riječi koja znači drvo kruške (dardhë u suvremenom albanskom jeziku). S druge strane, mišljenja su sukobljena oko izvornog značenja ove riječi iz proto-indoevropskog *g'hord- (što bi se onda moglo dovesti u vezu s grčkim achrás - 'divlja kruška') ili *dheregh-.
Natpisi otkriveni u Dardaniji su jedan od glavnih dokaza koji potvrđuju ideju da su Dardanci bili miješana ilirsko-tračka grupa. Ilirska imena dominiraju u zapadnim dijelovima Dardanije i tu nisu pronađeni tračanski nazivi. Tipični tračanski nazivi (ali i primjeri ilirskih naziva) pronađeni su uglavnom u istočnom dijelu Dardanije, od mjesta Scupi (kod današnjeg Skoplja) do Naissusa (Niš) i Remesiane (Bela Palanka).

## Naselja
Povjesničar John J. Wilkes navodi da su važniji gradovi Dardanaca bili Ulpiana (Priština), Therranda (Prizren), Vicianum (Vučitrn), Skopi (Stoc, Skopje,) a da im je glavni grad bio Damastioni (kod Ohridskog jezera).
Naissus (Niš), (bivša Keltska naseobina) je postao najvažnijim gradom rimske pokrajine Mezije.  Rimljani su također osnovali i rudarsko naselje municipium Dardanicum. Dačani su živjeli u Dardaniji u gradu Quemedava.

## Vladari
Prema povijesnim zapisima Dardanci su imali nekoliko istaknutih vladara i plemića. Slijedi kratak popis:
- Bardilis, kralj od 385. pr. Kr. -358. pr. Kr.
- Grabos, Bardilisov sin, kralj od 358. pr. Kr.
- Bircenna, Bardilisova kćerka[9]
- Bardilis II., Bardilisov sin
- Monunius, kralj iz 3. st. pr. Kr. Prvi kralj koji je kovao novac u gradu Dyrrhachiumu (Drač)[10] u 3. st. pr. Kr.
- Etuta, Monuniusova kćerka udata za kralja Gentiusa[11]
- Mitilus, Monuniusov nasljednik
- Longarus, kralj, 3. st. pr. Kr.
- Baton Dardanski, Longarusov sin, kralj na prijelazu iz 3. u 2. st. pr. Kr.

## Poveznice
- Dardan,  Dardanus, mitski osnivač grada Dardania u istočnoj Turskoj po kome je nazvan morski prolaz Dardaneli – nema nikakve veze s Dardancima.

## Vanjske poveznice
- Georg Autenrieth, "Homerov rječnik" Perseus.com